# Маунтлейк-Террас (Вашингтон)
Маунтлейк-Террас (англ. Mountlake Terrace) — місто (англ. city) в США, в окрузі Сногоміш штату Вашингтон. Населення — 21 286 осіб (2020).

## Географія
Маунтлейк-Террас розташований за координатами 47°47′40″ пн. ш. 122°18′9″ зх. д. / 47.79444° пн. ш. 122.30250° зх. д. (47.794330, -122.302610).  За даними Бюро перепису населення США в 2010 році місто мало площу 10,78 км², з яких 10,50 км² — суходіл та 0,27 км² — водойми.

## Демографія
Згідно з переписом 2010 року, у місті мешкало 19 909 осіб у 8192 домогосподарствах у складі 4891 родини. Густота населення становила 1847 осіб/км².  Було 8602 помешкання (798/км²).
Расовий склад населення:
| - 71,7 % — білих - 11,2 % — азіатів - 4,3 % — чорних або афроамериканців - 1,1 % — корінних американців - 0,8 % — вихідців з тихоокеанських островів - 4,9 % — осіб інших рас |

До двох чи більше рас належало 6,1 %. Частка іспаномовних становила 10,5 % від усіх жителів.
За віковим діапазоном населення розподілялося таким чином: 21,6 % — особи молодші 18 років, 68,1 % — особи у віці 18—64 років, 10,3 % — особи у віці 65 років та старші. Медіана віку мешканця становила 36,6 року. На 100 осіб жіночої статі у місті припадало 95,5 чоловіків;  на 100 жінок у віці від 18 років та старших — 92,8 чоловіків також старших 18 років.
Середній дохід на одне домашнє господарство  становив 76 088 доларів США (медіана — 65 069), а середній дохід на одну сім'ю — 86 361 долар (медіана — 74 170). Медіана доходів становила 49 313 долари для чоловіків та 43 826 доларів для жінок. За межею бідності перебувало 7,8 % осіб, у тому числі 12,6 % дітей у віці до 18 років та 5,3 % осіб у віці 65 років та старших.
Цивільне працевлаштоване населення становило 11 392 особи. Основні галузі зайнятості: освіта, охорона здоров'я та соціальна допомога — 25,7 %, роздрібна торгівля — 13,4 %, виробництво — 10,0 %, мистецтво, розваги та відпочинок — 9,8 %.